# UEFA-Pokal 1988/89
Der UEFA-Pokal 1988/89 war die 18. Ausgabe des von der UEFA veranstalteten Wettbewerbs und wurde von der SSC Neapel nach zwei Finalspielen gegen den VfB Stuttgart gewonnen.
Weitere Teilnehmer aus der Bundesrepublik Deutschland waren Titelverteidiger Bayer 04 Leverkusen, der FC Bayern München, der 1. FC Köln und der 1. FC Nürnberg. Die DDR entsandte 1. FC Lokomotive Leipzig und Dynamo Dresden. Aus Österreich waren SK Sturm Graz, First Vienna FC und FK Austria Wien im Wettbewerb vertreten, aus der Schweiz spielten FC Aarau und Servette Genf. Titelverteidiger Bayer Leverkusen schied bereits in der ersten Runde nach zwei Niederlagen (0:1 H, 0:1 A) gegen Belenenses Lissabon aus.
Nach der Katastrophe von Heysel 1985 waren englische Mannschaften für eine Teilnahme am Wettbewerb gesperrt.

## Modus
Der Wettbewerb wurde in sechs Runden in Hin- und Rückspielen ausgetragen. Bei Torgleichstand entschied zunächst die Anzahl der Auswärts erzielten Tore, danach eine Verlängerung abschließend erst das Elfmeterschießen.

## 1. Runde
|                            | Gesamt    |                                      | Hinspiel | Rückspiel |
| -------------------------- | --------- | ------------------------------------ | -------- | --------- |
| Sliema Wanderers           | 1:8       | AS Victoria Bukarest                 | 0:2      | 1:6       |
| First Vienna FC            | (a)2:2(a) | Ikast FS                             | 1:0      | 1:2       |
| US Luxemburg               | 01:11     | RFC Lüttich                          | 1:7      | 0:4       |
| Royal Antwerpen            | 3:6       | 1. FC Köln                           | 2:4      | 1:2       |
| Servette Genf              | 1:0       | SK Sturm Graz                        | 1:0      | 0:0       |
| FK Trakia Plowdiw          | 1:2       | Dinamo Minsk                         | 1:2      | 0:0       |
| Beşiktaş Istanbul          | 1:2       | Dinamo Zagreb                        | 1:0      | 0:2       |
| Real Sociedad              | (a)4:4(a) | FK Dukla Prag                        | 2:1      | 2:3       |
| FK Velež Mostar            | 6:2       | APOEL Nikosia                        | 1:0      | 5:2       |
| AEK Athen                  | 1:2       | Athletic Bilbao                      | 1:0      | 0:2       |
| Montpellier La Paillade SC | 1:6       | Benfica Lissabon                     | 0:3      | 1:3       |
| Sporting Lissabon          | 6:3       | Ajax Amsterdam                       | 4:2      | 2:1       |
| Inter Mailand              | 4:2       | IK Brage                             | 2:1      | 2:1       |
| FC Groningen               | (a)2:2(a) | Atlético Madrid                      | 1:0      | 1:2       |
| FC Aarau                   | 0:7       | 1. FC Lokomotive Leipzig             | 0:3      | 0:4       |
| St Patrick’s Athletic      | 0:4       | Heart of Midlothian                  | 0:2      | 0:2       |
| Glasgow Rangers            | 5:2       | GKS Katowice                         | 1:0      | 4:2       |
| FC Aberdeen                | 0:2       | Dynamo Dresden                       | 0:0      | 0:2       |
| Dnepr Dnepropetrowsk       | 2:3       | Girondins Bordeaux                   | 1:1      | 1:2       |
| Östers IF                  | 2:6       | TJ DAC Poľnohospodár Dunajská Streda | 2:0      | 0:6       |
| Turku PS                   | (a)1:1(a) | Linfield FC                          | 0:0      | 11:1 1    |
| Molde FK                   | 1:5       | KSV Waregem                          | 0:0      | 1:5       |
| FC Bayern München          | 10:40     | Legia Warschau                       | 3:1      | 7:3       |
| Malmö FF                   | 3:2       | Torpedo Moskau                       | 2:0      | 1:2 n. V. |
| SSC Neapel                 | 2:1       | PAOK Thessaloniki                    | 1:0      | 1:1       |
| Žalgiris Vilnius           | 4:5       | FK Austria Wien                      | 2:0      | 2:5       |
| VfB Stuttgart              | 3:2       | Tatabányai Bányász SC                | 2:0      | 1:2       |
| FK Partizan Belgrad        | 10:00     | Slawia Sofia                         | 5:0      | 5:0       |
| AS Rom                     | 4:3       | 1. FC Nürnberg                       | 1:2      | 3:1 n. V. |
| Bayer 04 Leverkusen        | 0:2       | Belenenses Lissabon                  | 0:1      | 0:1       |
| Oțelul Galați              | 1:5       | Juventus Turin                       | 1:0      | 0:5       |
| ÍA Akranes                 | 1:2       | Újpesti Dózsa SC                     | 10:0 2   | 1:2       |

Austria Wien lag, nachdem es das Hinspiel bei Vilnius 0:2 verloren hatte, auch im heimischen Horr-Stadion 0:1 durch ein bereits in der 3. Minute kassiertes Tor zurück, führte zur Pause 4:1, in der 52. Min. gelang den Litauern der zweite Treffer, ehe in der 72. Min. das 5:2 fiel.

## 2. Runde
|                          | Gesamt          |                                      | Hinspiel | Rückspiel |
| ------------------------ | --------------- | ------------------------------------ | -------- | --------- |
| Újpesti Dózsa SC         | 0:2             | Girondins Bordeaux                   | 0:1      | 0:1       |
| 1. FC Köln               | 3:1             | Glasgow Rangers                      | 2:0      | 1:1       |
| Juventus Turin           | 7:4             | Athletic Bilbao                      | 5:1      | 2:3       |
| Sporting Lissabon        | 1:2             | Real Sociedad                        | 1:2      | 0:0       |
| Heart of Midlothian      | 1:0             | FK Austria Wien                      | 0:0      | 1:0       |
| 1. FC Lokomotive Leipzig | 1:3             | SSC Neapel                           | 1:1      | 0:2       |
| Dinamo Zagreb            | 2:4             | VfB Stuttgart                        | 1:3      | 1:1       |
| FC Bayern München        | 5:1             | TJ DAC Poľnohospodár Dunajská Streda | 3:1      | 2:0       |
| Dynamo Dresden           | 5:3             | KSV Waregem                          | 4:1      | 1:2       |
| First Vienna FC          | (a)2:2(a)       | Turku PS                             | 2:1      | 0:1       |
| Malmö FF                 | 1:2             | Inter Mailand                        | 0:1      | 1:1       |
| RFC Lüttich              | 3:2             | Benfica Lissabon                     | 2:1      | 1:1       |
| FC Groningen             | 3:1             | Servette Genf                        | 2:0      | 1:1       |
| FK Partizan Belgrad      | (a)4:4(a)       | AS Rom                               | 4:2      | 0:2       |
| Dinamo Minsk             | (a)2:2(a)       | AS Victoria Bukarest                 | 2:1      | 0:1       |
| FK Velež Mostar          | 0:0 (4:3 i. E.) | Belenenses Lissabon                  | 0:0      | 0:0 n. V. |

## 3. Runde
|                      | Gesamt    |                 | Hinspiel | Rückspiel |
| -------------------- | --------- | --------------- | -------- | --------- |
| FC Groningen         | 1:5       | VfB Stuttgart   | 1:3      | 0:2       |
| RFC Lüttich          | 0:2       | Juventus Turin  | 0:1      | 0:1       |
| Dynamo Dresden       | 4:0       | AS Rom          | 2:0      | 2:0       |
| Girondins Bordeaux   | 0:1       | SSC Neapel      | 0:1      | 0:0       |
| Real Sociedad        | 3:2       | 1. FC Köln      | 1:0      | 2:2       |
| Heart of Midlothian  | 4:2       | FK Velež Mostar | 3:0      | 1:2       |
| FC Bayern München    | (a)3:3(a) | Inter Mailand   | 0:2      | 3:1       |
| AS Victoria Bukarest | (a)3:3(a) | Turku PS        | 1:0      | 2:3       |

## Viertelfinale
|                      | Gesamt          |                   | Hinspiel | Rückspiel |
| -------------------- | --------------- | ----------------- | -------- | --------- |
| Heart of Midlothian  | 1:2             | FC Bayern München | 1:0      | 0:2       |
| AS Victoria Bukarest | 1:5             | Dynamo Dresden    | 1:1      | 0:4       |
| VfB Stuttgart        | 1:1 (4:2 i. E.) | Real Sociedad     | 1:0      | 0:1 n. V. |
| Juventus Turin       | 2:3             | SSC Neapel        | 2:0      | 0:3 n. V. |

## Halbfinale

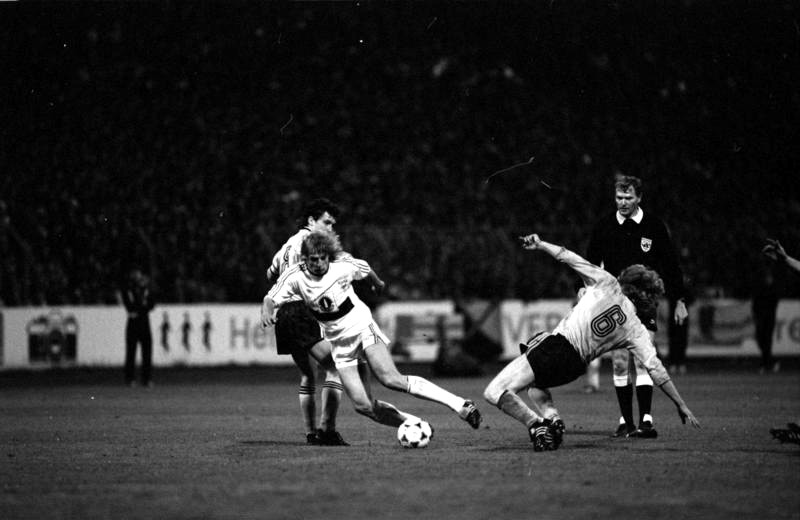
Halbfinalrückspiel Dynamo Dresden-VfB Stuttgart

|               | Gesamt |                   | Hinspiel | Rückspiel |
| ------------- | ------ | ----------------- | -------- | --------- |
| SSC Neapel    | 4:2    | FC Bayern München | 2:0      | 2:2       |
| VfB Stuttgart | 2:1    | Dynamo Dresden    | 1:0      | 1:1       |

## Finale

### Hinspiel
| SSC Neapel                                           | SSC Neapel | VfB Stuttgart | VfB Stuttgart | Aufstellung                                |
| ---------------------------------------------------- | --- | --- | ------------- | ------------------------------------------ |
| SSC Neapel                                           | \| 3. Mai 1989 in Neapel (Stadio San Paolo) \| \| Ergebnis: 2:1 (0:1) \| \| Zuschauer: 81.093 \| \| Schiedsrichter: Gerasimos Germanakos ( Griechenland) \|                                                                     | \| 3. Mai 1989 in Neapel (Stadio San Paolo) \| \| Ergebnis: 2:1 (0:1) \| \| Zuschauer: 81.093 \| \| Schiedsrichter: Gerasimos Germanakos ( Griechenland) \|                                                                                    | VfB Stuttgart | Aufstellung SSC Neapel gegen VfB Stuttgart |
| SSC Neapel                                           | Giuliano Giuliani – Alessandro Renica, Ciro Ferrara, Giovanni Francini, Giancarlo Corradini (46. Massimo Crippa), Alemão, Luca Fusi, Fernando De Napoli, Careca, Diego Maradona , Andrea Carnevale Cheftrainer: Ottavio Bianchi | Eike Immel – Karl Allgöwer, Nils Schmäler, Jürgen Hartmann, Guido Buchwald , Günther Schäfer, Srečko Katanec, Ásgeir Sigurvinsson, Michael Schröder, Fritz Walter (70. Rainer Zietsch), Maurizio Gaudino Cheftrainer: Arie Haan ( Niederlande) | VfB Stuttgart | Aufstellung SSC Neapel gegen VfB Stuttgart |
| SSC Neapel                                           | 1:1 Diego Maradona (68., HE) 2:1 Careca (87.) | 0:1 Maurizio Gaudino (17.) | VfB Stuttgart | Aufstellung SSC Neapel gegen VfB Stuttgart |
| SSC Neapel                                           | Massimo Crippa | Guido Buchwald, Michael Schröder | VfB Stuttgart | Aufstellung SSC Neapel gegen VfB Stuttgart |
| 3. Mai 1989 in Neapel (Stadio San Paolo)             | | |               |                                            |
| Ergebnis: 2:1 (0:1)                                  | | |               |                                            |
| Zuschauer: 81.093                                    | | |               |                                            |
| Schiedsrichter: Gerasimos Germanakos ( Griechenland) | | |               |                                            |

Nach dem Finalhinspiel wurde der die Partie leitende griechische Schiedsrichter Gerasimos Germanakos heftig kritisiert. Beim 1:1-Ausgleichstreffer nahm der Spielmacher der SSC Neapel, Diego Maradona, zunächst den Ball deutlich mit der Hand mit und schoss dann dem Stuttgarter Günther Schäfer aus nächster Nähe an dessen Arm. Dennoch entschied Germanakos auf Handelfmeter für Neapel, den Maradona verwandelte. Nach diesem Spiel wurde der Schiedsrichter von der UEFA gesperrt. Dies hatte jedoch keine weiteren Auswirkungen für ihn, da er nach dem Spiel ohnehin seinen Rücktritt bekannt gegeben hatte.
Das Final-Hinspiel wurde im ZDF übertragen: nachdem im Mittel 12,24 Millionen Zuschauer die erste Spielhälfte gesehen hatten, wurden in der zweiten Halbzeit im Mittel 14,63 Millionen Zuschauer registriert.

### Rückspiel
| VfB Stuttgart                                         | VfB Stuttgart | SSC Neapel | SSC Neapel | Aufstellung                                |
| ----------------------------------------------------- | --- | --- | ---------- | ------------------------------------------ |
| VfB Stuttgart                                         | \| 17. Mai 1989 in Stuttgart (Neckarstadion) \| \| Ergebnis: 3:3 (1:2) \| \| Zuschauer: 67.000 \| \| Schiedsrichter: Victoriano Sánchez Arminio ( Spanien) \|                                                                                   | \| 17. Mai 1989 in Stuttgart (Neckarstadion) \| \| Ergebnis: 3:3 (1:2) \| \| Zuschauer: 67.000 \| \| Schiedsrichter: Victoriano Sánchez Arminio ( Spanien) \|                                                                                               | SSC Neapel | Aufstellung VfB Stuttgart gegen SSC Neapel |
| VfB Stuttgart                                         | Eike Immel – Karl Allgöwer , Nils Schmäler, Jürgen Hartmann, Günther Schäfer, Srečko Katanec, Ásgeir Sigurvinsson, Michael Schröder, Fritz Walter (77. Olaf Schmäler), Jürgen Klinsmann, Maurizio Gaudino Cheftrainer: Arie Haan ( Niederlande) | Giuliano Giuliani – Alessandro Renica, Ciro Ferrara, Giovanni Francini, Giancarlo Corradini, Alemão (30. Antonio Carannante), Luca Fusi, Fernando De Napoli, Careca (70. Tebaldo Bigliardi), Diego Maradona , Andrea Carnevale Cheftrainer: Ottavio Bianchi | SSC Neapel | Aufstellung VfB Stuttgart gegen SSC Neapel |
| VfB Stuttgart                                         | 1:1 Jürgen Klinsmann (27.) 2:3 Fernando De Napoli (70., Eigentor) 3:3 Olaf Schmäler (89.) | 0:1 Alemão (18.) 1:2 Ciro Ferrara (39.) 1:3 Careca (62.) | SSC Neapel | Aufstellung VfB Stuttgart gegen SSC Neapel |
| VfB Stuttgart                                         | Srečko Katanec | | SSC Neapel | Aufstellung VfB Stuttgart gegen SSC Neapel |
| 17. Mai 1989 in Stuttgart (Neckarstadion)             | | |            |                                            |
| Ergebnis: 3:3 (1:2)                                   | | |            |                                            |
| Zuschauer: 67.000                                     | | |            |                                            |
| Schiedsrichter: Victoriano Sánchez Arminio ( Spanien) | | |            |                                            |

## Beste Torschützen
| Rang | Spieler          | Klub                 | Tore |
| ---- | ---------------- | -------------------- | ---- |
| 1    | Torsten Gütschow | Dynamo Dresden       | 7    |
| 2    | Careca           | SSC Neapel           | 6    |
| 3    | Ulf Kirsten      | Dynamo Dresden       | 5    |
|      | Jürgen Wegmann   | FC Bayern München    | 5    |
|      | Costel Solomon   | AS Victoria Bukarest | 5    |
|      | Mike Galloway    | Heart of Midlothian  | 5    |
|      | Olaf Thon        | FC Bayern München    | 5    |
|      | Maurizio Gaudino | VfB Stuttgart        | 5    |

## Eingesetzte Spieler der SSC Neapel
| SSC Neapel | |
|            | - Tor: Giuliano Giuliani (12/-) - Abwehr: Ciro Ferrara (12/1); Alessandro Renica (12/1); Giancarlo Corradini (12/-); Giovanni Francini (11/2); Tebaldo Bigliardi (3/-); Simone Giacchetta (2/-) - Mittelfeld: Diego Maradona (12/3); Luca Fusi (11/-); Antonio Carannante (10/-); Massimo Crippa (10/-); Fernando De Napoli (9/-); Alemão (8/1); - Sturm: Careca (12/6); Andrea Carnevale (8/3); Maurizio Neri (1/-) - Trainer: Ottavio Bianchi |